# 天主教香港教區首牧列表
天主教香港教區最初本屬天主教澳門教區的管轄範圍；由於教廷傳信部為了擺脫葡萄牙保教權干預教會事務，因此教廷於1841年4月22日宣布把香港島及其周圍六里地方脫離天主教澳門教區管轄範圍而成立宗座監牧區——香港監牧區，並委任教廷傳信部駐澳門代表若瑟神父為首任宗座監牧。1874年11月7日，天主教香港監牧區被升格為香港代牧區，其管轄範圍也擴至廣東省的新安縣、归善县及海豐縣；同時委任高神父為首任宗座代牧。及至1946年，教廷把香港代牧區升格為一個聖統制主教區，成為現時的天主教香港教區；同日，香港代牧區第四任宗座代牧恩理覺被委任為首任天主教香港教區正權主教。
在天主教教義上，宗座監牧是由一名神父擔任管理宗座監牧區的最高負責人，而宗座監牧區是直屬於教廷傳信部的一個最雛型的傳教區；宗座代牧是由一名領銜主教擔任宗座代牧區的首牧，而宗座代牧區和宗座監牧區一樣都是由直屬於教廷傳信部。正權主教是天主教教區的首牧外，也被視為宗徒繼承的傳遞者，由聖神（Holy Spirit）挑選並透過人類即教宗在適當時委任，因而天主教香港教區的主教也不例外。被委任的天主教香港教區首牧都是作為基督及教宗委派於天主教香港教區的代表；他除了在教宗職權的領導下負責分擔天主教香港教區的職責外，還需負責牧靈及慈善等工作。
現時，天主教香港教區的管轄範圍為香港特別行政區全境，合共52個堂區。至目前為止，胡振中、陳日君、湯漢以及周守仁均在出任天主教香港教區主教時被教宗擢升為樞機。下列為天主教香港教區歷任首牧列表。

## 首牧列表
| 任                       | 牧徽                     | 中文姓名或譯名 英文姓名                 | 出生日期                         | 委任日期                      | 祝聖主教職日期                       | 正式就位日期              | 離任日期                             | 離世日期                  | 備注                        |
| ------------------------ | ------------------------ | --------------------------------------- | -------------------------------- | ----------------------------- | ------------------------------------ | ------------------------- | ------------------------------------ | ------------------------- | --------------------------- |
| 天主教香港監牧區宗座監牧 |                          |                                         |                                  |                               |                                      |                           |                                      |                           |                             |
| 1                        |                          | 若瑟神父 Theodore Joset, PIME           | 1804年10月7日                    | 1841年4月22日                 | /                                    | 1842年3月3日              | 1842年8月5日 離世                    | 1842年8月5日 · 英屬香港   | [ 7 ] [ 8 ]                 |
| /                        |                          | 裴神父 Antonio Feliciani, OFM           | 1804年10月4日 · 義大利           | 1842年12月11日                | /                                    | 1842年12月11日            | 1847年10月5日 科蒙席被委為代監牧     | 1866年3月17日 · 中國      | 暫代監牧                    |
| /                        |                          | 科蒙席 Théodore Augustin Forcade, MEP   | 1816年3月2日 · 法國              | 1847年10月5日                 | 1847年2月31日 （領銜主教）           | 1847年10月5日             | 1850年8月24日 辭任                   | 1885年9月12日 · 法國      | 代監牧                      |
| /                        |                          | 裴神父 Antonio Feliciani, OFM           | 1804年10月4日 · 義大利           | 1850年8月24日                 | /                                    | 1850年8月24日             | 1855年6月20日 辭任                   | 1866年3月17日 · 中國      | 暫代監牧                    |
| 3                        |                          | 盎神父 Luigi Ambrosi                    | 1829年 · 義大利                  | 1855年6月20日                 | /                                    | 1855年6月20日             | 1867年3月10日 離世                   | 1867年3月10日 · 英屬香港  | [ 13 ] [ 14 ]               |
| 4                        |                          | 高神父 Giovanni Timoleone Raimondi, MEM | 1827年5月5日 · 義大利            | 1867年11月17日 （宗座代監牧） | /                                    | 1868年12月27日 真除       | 1874年11月17日 委任為宗座代牧        | 1894年9月27日 · 英屬香港  | [ 15 ] [ 16 ]               |
|                          | 天主教香港代牧區宗座代牧 |                                         |                                  |                               |                                      |                           |                                      |                           |                             |
| 1                        |                          | 高主教 Giovanni Timoleone Raimondi, MEM | 1827年5月5日 · 義大利            | 1867年11月17日                | 1867年11月22日 （領銜主教）          | 1867年11月22日            | 1894年9月27日 離世                   | 1894年9月27日 · 英屬香港  | [ 15 ] [ 16 ]               |
| 2                        |                          | 和主教 Louis Piazzoli, MEM              | 1845年5月12日 · 義大利           | 1895年1月11日                 | 1895年5月19日 （領銜主教）           | 1895年5月19日             | 1904年8月4日 辭任                    | 1904年12月26日 · 義大利   | [ 17 ] [ 18 ]               |
| 3                        |                          | 師多敏 Domenico Pozzoni, MEM            | 1861年12月22日 · 義大利          | 1905年7月12日                 | 1905年10月1日 （領銜主教）           | 1905年10月1日             | 1924年2月20日 離世                   | 1924年2月20日 · 英屬香港  | [ 19 ] [ 20 ]               |
|                          | /                        | 德若翰 Giovanni M. Spada, PIME          | 1867年12月30日                   | 1924年2月20日 署理代牧        | /                                    | 1905年7月12日             | 1926年3月28日 恩理覺委任為宗座代牧   | 1950年11月24日 · 英屬香港 | 署理代牧                    |
| 4                        |                          | 恩理覺 Enrico Pascal Valtorta, PIME     | 1883年5月14日 · 義大利           | 1926年3月12日 署理代牧        | 1926年6月13日 （領銜主教）           | 1926年6月13日             | 1946年4月11日 升格為教區             | 1951年9月3日 · 英屬香港   | [ 22 ] [ 23 ]               |
|                          | 天主教香港教區正權主教   |                                         |                                  |                               |                                      |                           |                                      |                           |                             |
| 1                        |                          | 恩理覺 Enrico Pascal Valtorta, PIME     | 1883年5月14日 · 義大利           | 1946年4月11日                 | 1926年6月13日 （領銜主教）           | 1946年4月11日             | 1951年9月3日 離世                    | 1951年9月3日 · 英屬香港   | [ 22 ] [ 23 ]               |
| 2                        |                          | 白英奇 Lorenzo Bianchi, PIME            | 1898年4月1日 · 義大利            | 1949年4月21日 （助理主教）    | 1949年10月9日                        | 1952年10月26日 真除       | 1968年11月30日 辭任                  | 1983年2月13日 · 義大利    | [ 24 ] [ 23 ]               |
| 3                        |                          | 徐誠斌 Francis Hsu Chen-Ping            | 1920年2月20日 · 中國上海         | 1969年5月29日                 | 1967年10月7日 （輔理主教、領銜主教） | 1969年10月26日            | 1973年5月23日 離世                   | 1973年5月23日 · 英屬香港  | [ 25 ] [ 26 ]               |
| 4                        |                          | 李宏基 Peter Wang Kei Lei               | 1922年3月29日 · 中國廣州         | 1973年12月21日                | 1971年9月8日 （輔理主教、領銜主教）  | 1974年4月22日             | 1974年7月23日 離世                   | 1974年7月23日 · 英屬香港  | 1973年5月23日起出任署理主教 |
|                          | /                        | 林焯煒神父 Gabriel Lam Cheuk-Wai        | 1933年11月13日                   | /                             | /                                    | 1974年7月23日 被選        | 1975年7月25日 胡振中就任主教         | 仍然在世                  | 代理主教                    |
| 5                        |                          | 胡振中 John Wu Cheng-chung              | 1925年3月26日 · 中國廣東省五華縣 | 1975年4月5日                  | 1975年7月25日                        | 1975年7月25日             | 2002年9月23日 離世                   | 2002年9月23日 · 香港      | 1988年6月29日被擢升為樞機   |
| 6                        |                          | 陳日君 Joseph Zen Ze-Kiun, SDB          | 1932年1月13日 · 中國上海         | 1996年10月20日 （助理主教）   | 1996年12月9日                        | 2002年9月23日 真除        | 2009年4月15日 榮休                   | 仍然在世                  | 2006年3月24日被擢升為樞機   |
| 7                        |                          | 湯漢 John Tong Hon                      | 1939年7月31日 · 英屬香港         | 2008年1月30日 （助理主教）    | 1996年12月9日 （輔理主教及領銜主教） | 2009年4月15日 真除        | 2017年8月1日 榮休                    | 仍然在世                  | 2012年2月18日被擢升為樞機   |
| 8                        |                          | 楊鳴章 Michael Yeung Ming-cheung        | 1945年12月1日 · 中國上海         | 2016年11月13日 （助理主教）   | 2014年8月30日 （輔理主教及領銜主教） | 2017年8月1日 真除         | 2019年1月3日 離世                    | 2019年1月3日 · 香港       |                             |
| /                        |                          | 湯漢 John Tong Hon                      | 1939年7月31日 · 英屬香港         | 2019年1月3日 （宗座署理）     | 1996年12月9日 （輔理主教及領銜主教） | 2019年1月5日 （宗座署理） | 2021年12月4日 周守仁晉牧就任教區主教 | 仍然在世                  | 宗座署理                    |
| 9                        |                          | 周守仁 Stephen Chow Sau-yan, SJ         | 1959年8月7日 · 英屬香港          | 2021年5月17日                 | 2021年12月4日                        | 2021年12月4日             | 現任教區主教                         | 仍然在世                  | 2023年9月30日被擢升為樞機   |

### 引用
1. 1 2  （葡萄牙文）（繁體中文）謝德恩（林家駿為原作者）; 劉鈺馨、何劉一星. . 澳門: 澳門教區社會傳播中心. 2006. ISBN 9993787701.
2. ↑  （繁體中文）田英傑. . 香港: 聖神研究中心、聖神修院校外課程部. 1983.
3. 1 2 3 4  （繁體中文）天主教香港教區成立150週年慶典籌委會. . 香港: 天主教香港教區成立150週年慶典籌委會. 1991.
4. 1 2  . 梵蒂岡: 梵蒂岡出版社. 1993.
5. ↑  . frpat.com.   [2010年5月28日]. （原始内容存档于2018年9月29日）.
6. ↑  . 天主教香港教區.   [2010年5月20日]. （原始内容存档于2015年11月17日）.
7. ↑  . Catholic-Hierarchy.   [2010年5月20日]. （原始内容存档于2021年1月8日）.
8. ↑  （繁體中文）（英文）. 天主教香港教區.   [2010年6月21日]. （原始内容存档于2008年11月21日）.
9. 1 2  . Catholic-Hierarchy.   [2010年5月20日]. （原始内容存档于2021年1月9日）.
10. 1 2  （繁體中文）（英文）. 天主教香港教區.   [2010年6月21日]. （原始内容存档于2009年2月28日）.
11. ↑  . Catholic-Hierarchy.   [2010年5月20日]. （原始内容存档于2020年10月30日）.
12. ↑  （繁體中文）（英文）. 天主教香港教區.   [2010年6月21日]. （原始内容存档于2008年11月21日）.
13. ↑  . Catholic-Hierarchy.   [2010年5月20日]. （原始内容存档于2021年1月6日）.
14. ↑  （繁體中文）（英文）. 天主教香港教區.   [2010年6月21日]. （原始内容存档于2008年11月21日）.
15. 1 2  . Catholic-Hierarchy.   [2010年5月20日]. （原始内容存档于2021年1月8日）.
16. 1 2  （繁體中文）（英文）. 天主教香港教區.   [2010年6月21日]. （原始内容存档于2008年11月21日）.
17. ↑  . Catholic-Hierarchy.   [2010年5月20日]. （原始内容存档于2021年1月6日）.
18. ↑  （繁體中文）（英文）. 天主教香港教區.   [2010年6月21日]. （原始内容存档于2011年3月26日）.
19. ↑  . Catholic-Hierarchy.   [2010年5月20日]. （原始内容存档于2020年11月6日）.
20. ↑  （繁體中文）（英文）. 天主教香港教區.   [2010年6月21日]. （原始内容存档于2007年6月7日）.
21. ↑  （繁體中文）（英文）. 天主教香港教區.   [2010年6月21日]. （原始内容存档于2009年2月28日）.
22. 1 2  （英文）. Catholic-Hierarchy.   [2010年5月20日]. （原始内容存档于2021年1月8日）.
23. 1 2 3  （繁體中文）（英文）. 天主教香港教區.   [2010年6月21日]. （原始内容存档于2005年8月17日）.
24. ↑  . Catholic-Hierarchy.   [2010年5月20日]. （原始内容存档于2021年1月8日）.
25. ↑  . Catholic-Hierarchy.   [2010年5月20日]. （原始内容存档于2011年11月11日）.
26. ↑  （繁體中文）（英文）. 天主教香港教區.   [2010年6月21日]. （原始内容存档于2005年8月31日）.
27. ↑  . Catholic-Hierarchy.   [2010年5月20日]. （原始内容存档于2010年6月20日）.
28. ↑  （繁體中文）（英文）. 天主教香港教區.   [2010年6月21日]. （原始内容存档于2008年11月21日）.
29. ↑  （繁體中文）（英文）. 天主教香港教區.   [2010年6月21日]. （原始内容存档于2005年8月30日）.
30. ↑  . Catholic-Hierarchy.   [2010年5月20日]. （原始内容存档于2010年6月4日）.
31. ↑  （繁體中文）（英文）. 天主教香港教區.   [2010年6月21日]. （原始内容存档于2007年8月18日）.
32. ↑  . Catholic-Hierarchy.   [2010年5月20日]. （原始内容存档于2010年6月13日）.
33. ↑  （繁體中文）（英文）. 天主教香港教區.   [2010年6月21日]. （原始内容存档于2005年8月30日）.
34. ↑  （繁體中文） (PDF). 天主教香港教區. 2009年4月16日  [2010年7月14日]. （原始内容 (PDF)存档于2011年2月6日）.
35. ↑  . Catholic-Hierarchy.   [2010年5月20日]. （原始内容存档于2010年2月2日）.
36. ↑  （繁體中文）（英文）. 天主教香港教區.   [2010年6月21日]. （原始内容存档于2007年9月27日）.
37. ↑  . 天主教香港教區主教公署秘書長辦公處. 2019-01-07  [2019-01-07]. （原始内容存档于2019-01-07） （英语）.
38. ↑  .   [2021-05-17]. （原始内容存档于2021-05-17）.